# Yume Yume You You
Yume Yume You You är en japanska shōjomanga och anime av Pink Hanamori. Den publiceras i den månatliga shōjoantologin Nakayoshi. Mangan handlar om flickan Yume som får reda på att hon måste bli den nya mikon (en typ av prästinna inom shinto).